# チャールストン (C-22)
|          |                             |
| 艦歴     |                             |
| 発注:    |                             |
| 起工:    | 1902年1月30日               |
| 進水:    | 1904年1月23日               |
| 就役:    | 1905年10月17日              |
| 退役:    | 1923年12月4日               |
| その後:  | 防波堤として使用            |
| 除籍:    |                             |
| 性能諸元 |                             |
| 排水量:  | 9,700 トン                  |
| 全長:    | 426 ft 5 in                 |
| 全幅:    | 66 ft                       |
| 吃水:    | 22 ft 5 in                  |
| 機関:    |                             |
| 最大速:  | 22ノット                    |
| 乗員:    | 士官、兵員673名             |
| 兵装:    | 6インチ砲14門 3インチ砲18門 |

チャールストン (USS Charleston, C-22/CA-19) は、アメリカ海軍の防護巡洋艦。セントルイス級防護巡洋艦の1隻。艦名はサウスカロライナ州チャールストンに因む。その名を持つ艦としては3隻目。

## 艦歴
チャールストンは1902年1月30日にバージニア州ニューポート・ニューズのニューポート・ニューズ造船所で起工する。1904年1月23日にH・レットによって命名、進水し、1905年10月17日に艦長キャメロン・マクレー・ウィンズロー大佐の指揮下就役した。1920年7月17日に CA-19　（重巡洋艦）に艦種変更された。
チャールストンは1906年の夏、国務長官のエリフ・ルートを乗せ南アメリカの港に対する親善訪問を行った。9月にパナマで訪問団を降ろした後、オーバーホールのため西海岸に帰還した。1906年12月6日にサンフランシスコを出航し、太平洋艦隊任務に従事するためメキシコのマグダレナ湾からブリティッシュコロンビア州のエスクワイメルトまで巡航、1908年6月10日まで訓練および艦隊演習を行った。その後ピュージェット・サウンド海軍工廠入りしアジアステーションへの長期巡航の準備を行う。
1908年10月28日にピュージェット・サウンドを出航し、チャールストンは1910年9月11日まで極東での任務に就く。最初は太平洋艦隊第3戦隊の旗艦となり、その後アジア艦隊の旗艦となる。冬期はフィリピンのカヴィテを拠点として活動し、艦隊は毎年夏に中国の煙台に移動し、演習および中国各地の港、日本、満州、ロシアへの訪問を行い、アメリカ合衆国の極東に対する関心を示した。その後チャールストンはワシントン州ブレマートンに帰還し、1910年10月8日にピュージェット・サウンド海軍工廠で退役した。
1912年9月14日に予備役状態に置かれたチャールストンは太平洋予備役艦隊に加わり、1913年10月には太平洋予備役艦隊の司令官旗艦としてサンフランシスコへ巡航した。1912年から1916年始めまでピュージェット・サウンド海軍工廠で新兵収容艦として留まる。その後パナマ運河地帯での潜水母艦任務が割り当てられ、1916年5月7日にクリストバルに到着した。潜水艦との作戦活動および偵察、砲術訓練任務は1年におよび、1917年4月6日にアメリカ合衆国が第一次世界大戦に参戦すると、チャールストンは完全就役する。5月の初めにカリブ海偵察部隊に加わり、バージン諸島のセント・トーマス島を拠点として通商破壊に対する哨戒任務に従事、その後海兵隊を乗せてハイチからフィラデルフィアへ航海した。
フィラデルフィアでチャールストンはフランスに向かう初の海外派遣軍を運ぶ船団の護衛部隊に加わり、1917年6月14日にニューヨークを出航、フランスのサン・ナゼールに向かう。6月28日に無事到着し、7月19日にニューヨークに帰還した。その後ニューポートで海軍民兵および予備役兵の訓練に2週間従事した後、8月16日にキューバのハバナに向けて出航、ハバナでは旧ドイツ艦をニューオーリンズに牽引する艦隊の監督任務に就く。その後クリストバルからバミューダに向かう船団の護衛を行い、続いてイギリスの輸送船団と共に巡航、ハンプトン・ローズの通行を護衛した。
1918年9月および10月、チャールストンはノバスコシア州へ向かう船団の護衛を2度行い、続いて巡洋艦・輸送艦部隊に合流、フランスへの占領軍の輸送および本国への帰還兵の輸送を5度行った。
チャールストンは1919年7月23日に西海岸へ向けてフィラデルフィアを出航し、8月24日にブレマートンに到着した。同地で1920年後半まで限定就役状態に置かれ、その後サンディエゴで太平洋艦隊駆逐戦隊の司令官旗艦となる。1923年6月4日までその任に従事し、その後ピュージェット・サウンド海軍工廠へ向かい、12月4日に退役する。チャールストンは1930年3月6日に売却された。
チャールストンの船体は水線部まで剥ぎ取られ、その後10月25日にパウエル・リバー社に売却された。船体はカナダのブリティッシュコロンビア州にある同社まで牽引され、防波堤として使用された。船体はバラスト水が注入され、浮力を維持するため定期的に水がくみ出された。翌年、ヒューロン（元サウスダコタ）の船体が防波堤として加わった。1961年には荒天のためチャールストンは部分的に浸水し、船体はバンクーバー島北方のケルシー湾に牽引された。船体は浜に引き揚げられ防波堤となり、今日でもその姿を見ることができる。